# Strike (seriál)
Strike (známý také jako C. B. Strike) je britský kriminální televizní seriál založený na knižní sérii s Cormoranem Strikem od J. K. Rowlingové, kterou vydává pod pseudonymem Robert Galbraith. První díl měl premiéru na BBC One 27. srpna 2017.
Hlavní postavou seriálu je Cormoran Strike (Tom Burke), válečný veterán, ze kterého se stal soukromý detektiv operující z malé kanceláře v londýnské Denmark Street. S případy mu pomáhá jeho asistentka a později obchodní partnerka Robin Ellacottová (Holliday Grainger).
K roku 2025 bylo odvysíláno devatenáct epizod v šesti sériích, přičemž každá série zachycuje jeden román: Volání kukačky (2013), Hedvábník (2014), Ve službách zla (2015), Smrtící bílá (2018), Neklidná krev (2020) a Černočerné srdce (2022).

## Obsazení

### Hlavní postavy
| Tom Burke         | Cormoran Blue Strike      |
| Holliday Grainger | Robin Venetia Ellacottová |

### Vedlejší postavy
| Kerr Logan            | Matthew Cunliffe   |
| Ben Crompton          | Kudla              |
| Natasha O'Keeffe      | Charlotte Campbell |
| Killian Scott         | DI Eric Wardle     |
| Ann Akin              | Vanessa Ekwensi    |
| Sargon Yelda          | DI Richard Anstis  |
| Caitlin Innes Edwards | Ilsa Herbert       |
| Kierston Wareing      | Leda Strike        |
| Jack Greenlees        | Sam Barclay        |
| Sarah Sweeney         | Lucy               |
| Ruth Sheen            | Pat Chauncey       |
| Tupele Dorgu          | Midge Greenstreet  |
| Stephen Hagan         | DCI Richard Murphy |

### Další postavy

#### Volání kukačky
| Siân Phillips   | Lady Yvette Bristow |
| Martin Shaw     | Tony Landry         |
| David Avery     | Nico Kolovas-Jones  |
| Leo Bill        | John Bristow        |
| Tara Fitzgerald | Tansy Bestigui      |
| Amber Anderson  | Ciara Porter        |
| Kadiff Kirwan   | Guy Somé            |
| Bronson Webb    | Evan Duffield       |
| Elarica Johnson | Lula Landry         |
| Brian Bovell    | Derrick Wilson      |

#### Hedvábník
| Dorothy Atkinson | Kathryn Kent     |
| Monica Dolan     | Leonora Quine    |
| Dominic Mafham   | Jerry Waldegrave |
| Tim McInnerny    | Daniel Chard     |
| Peter Sullivan   | Andrew Fancourt  |
| Jeremy Swift     | Owen Quine       |
| Lia Williams     | Liz Tassel       |
| Sarah Gordy      | Orlando Quine    |

#### Ve službách zla
| Andrew Brooke   | Niall Brockbank |
| Emmanuella Cole | Alyssa          |
| Jessica Gunning | Holly Brockbank |
| Matt King       | Jeff Whittaker  |
| Neil Maskell    | Donald Laing    |

#### Smrtící bílá
| Nick Blood       | Jimmy Knight     |
| Robert Glenister | Jasper Chiswell  |
| Joseph Quinn     | Billy Knight     |
| Sophie Winkleman | Kinvara Chiswell |
| Christina Cole   | Izzy Chiswell    |
| Adam Long        | Raff Chiswell    |
| Natalie Gumede   | Lorelei Bevan    |
| Saffron Coomber  | Flick Pardue     |
| Danny Ashok      | Aamir Malik      |
| Robert Pugh      | Geraint Winn     |

#### Neklidná krev
| Jonas Armstrong      | Saul Morris        |
| Linda Bassett        | Joan Nancarrow     |
| Fionnula Flanagan    | Oonagh Kennedy     |
| Sutara Gayle         | Kim Sullivan       |
| Abigail Lawrie       | Margot Bamborough  |
| Ian Redford          | Ted Nancarrow      |
| Andy de la Tour      | Nico „Mucky“ Ricci |
| Sophie Ward          | Anna Phipps        |
| Kierston Wareing     | Leda Strike        |
| Michael Byrne        | Roy Phipps         |
| Anna Calder-Marshall | Janice Beattie     |
| Cherie Lunghi        | Gloria Conti       |
| Carol MacReady       | Irene Hickson      |
| Madhav Sharma        | Dr Dinesh Gupta    |
| Samuel Oatley        | DI George Layborn  |
| Kenneth Cranham      | Dennis Creed       |
| Robin Askwith        | Steve Douthwaite   |
| Christina Cole       | Izzy Chiswell      |

#### Černočerné srdce
| Jacob Abraham      | Josh Blay      |
| Ewan Bailey        | Nils De Jung   |
| Kevin Bishop       | Wally Cardew   |
| Ellise Chappell    | Kea Niven      |
| Jack Donoghue      | Gus Upcott     |
| Emma Fielding      | Katya Upcott   |
| Mirren Mack        | Edie Ledwell   |
| Christian McKay    | Inigo Upcott   |
| James Nelson-Joyce | Pez Pierce     |
| Luke Norris        | Phillip Ormond |
| David Westhead     | Grant Ledwell  |

## Přehled řad
| Řada | Název            | Díly | Premiéra ve VB    | Premiéra ve VB    | Premiéra v ČR    | Premiéra v ČR     |
| Řada | Název            | Díly | První díl         | Poslední díl      | První díl        | Poslední díl      |
| ---- | ---------------- | ---- | ----------------- | ----------------- | ---------------- | ----------------- |
| 1    | Volání kukačky   | 3    | 27. srpna 2017    | 3. září 2017      | 2. června 2018   | 16. června 2018   |
| 2    | Hedvábník        | 2    | 10. září 2017     | 17. září 2017     | 23. června 2018  | 30. června 2018   |
| 3    | Ve službách zla  | 2    | 25. února 2018    | 4. března 2018    | 7. července 2018 | 14. července 2018 |
| 4    | Smrtící bílá     | 4    | 30. srpna 2020    | 13. září 2020     | 7. března 2021   | 28. března 2021   |
| 5    | Neklidná krev    | 4    | 11. prosince 2022 | 19. prosince 2022 | 7. února 2023    | 28. února 2023    |
| 6    | Černočerné srdce | 4    | 16. prosince 2024 | 24. prosince 2024 |                  |                   |

## Výroba a vývoj
Informace o televizním zpracování série byla zveřejněna 10. prosince 2014. O dva roky později bylo potvrzeno, že bude natočeno sedm epizod po šedesáti minutách a že natáčení začne v Londýně na podzim roku 2016. Tom Burke byl potvrzen v roli Cormorana Strikea v září 2016  a Holliday Grainger v roli Robin Ellacottové v listopadu 2016.